# Scedella glebosa
Scedella glebosa är en tvåvingeart som beskrevs av Munro 1957. Scedella glebosa ingår i släktet Scedella och familjen borrflugor. Inga underarter finns listade i Catalogue of Life.